# Руденко Павло Зіновійович
Павло Зіновійович Руденко (рос. Павел Зиновьевич Руденко; 1911, Полтавка, Омська губернія — дата і місце смерті не відомі) — старший механік Джамбульської МТС Джамбульськой області. Герой Соціалістичної Праці (1948).

## Біографія
Народився в 1911 році в селянській родині в селі Полтавка Омської губернії (нині — Полтавський район Омської області). У 1933 році переїхав до Казахської РСР, де влаштувався на роботу слюсарем у місті Джамбул. У 1936 році закінчив школу механізації в Чимкенті, Джамбульська область. Працював механіком на Свердловській МТС. Після реорганізації в 1939 році Свердловської МТС, яка стала найменуватись «Джамбульська МТС», призначений керуючим машинно-тракторного відділення. У 1947 році призначений старшим механіком. Відповідав за організаторську роботу Джамбульської МТС, контролював ремонт техніки та готував її до експлуатації у відповідності з встановленими річними планами роботи.
У 1947 році Джамбульська МТС достроково виконала план роботи, зібравши в середньому по 496,4 центнера цукрових буряків з кожного гектара замість запланованих 328 центнерів. За ці видатні досягнення у трудовій діяльності удостоєний 1948 року звання Героя Соціалістичної Праці.

## Нагороди
- Герой Соціалістичної Праці — указ Президії Верховної Ради СРСР від 28 березня 1948 року
- Орден Леніна